# Derwan

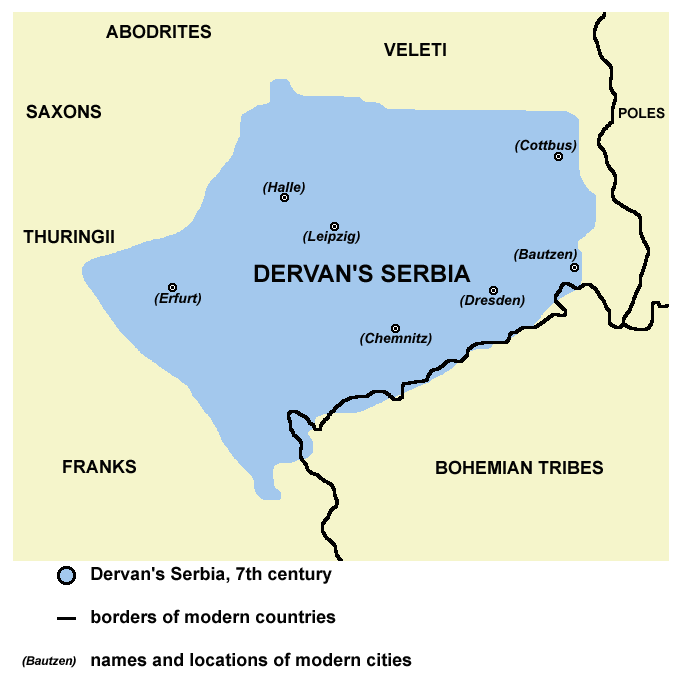
Państwo Surbiów pod władzą Derwana na południowym Połabiu w VII wieku

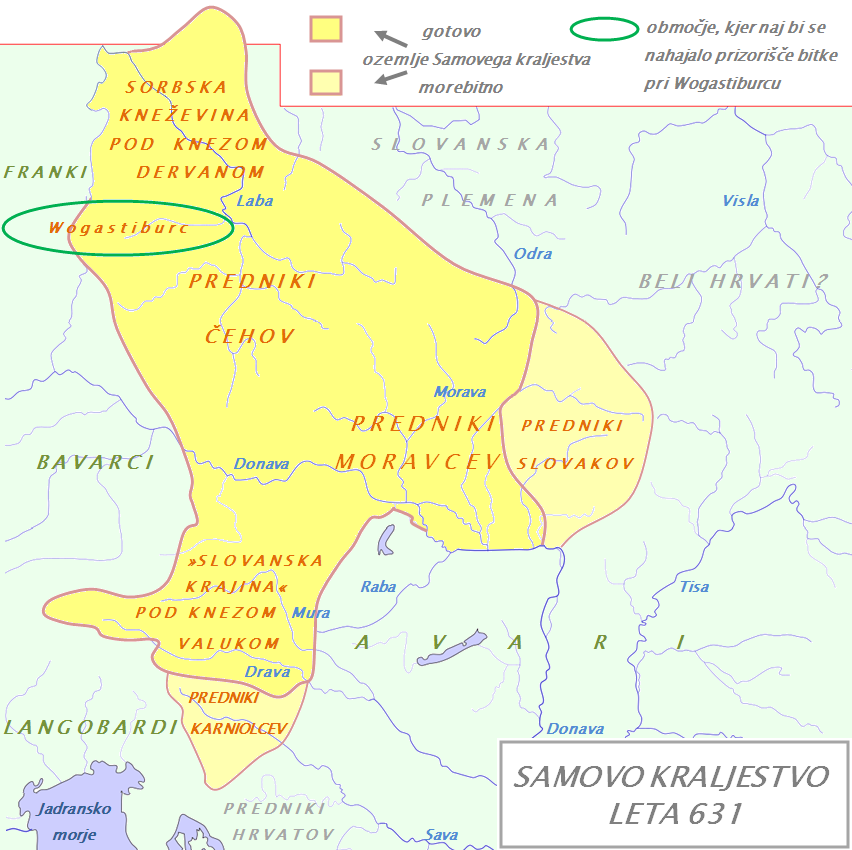
Jedna z przypuszczalnych lokalizacji państwa Samona i sprzymierzonych z nim władców

Derwan (łac. Dervanus, dux Surbiorum) – książę plemienia Surbiów (Serbów łużyckich), wzmiankowany ok. 632 w kronice Fredegara. 
Jako książę znajdował się pod wpływem Franków i był zobowiązany płacić im doroczną daninę (kilkaset krów, koni lub świń), wystawiać oddział do udziału w wyprawach wojennych oraz oddawać zakładników. Podczas konfliktu Dagoberta I z państwem Samona wystąpił jednak przeciw Frankom. Być może nastąpiło to jeszcze przed bitwą pod Wogastisburgiem, w której mogły uczestniczyć jego wojska. Później wysyłał wojska do najazdów na Turyngię. Odparł również odwetowy najazd Sasów. W 641 został zaproszony na rozmowy pokojowe przez księcia Turyngii, Randulfa, i zawarł z nim sojusz, kończąc walki z państwem Franków.
Jego bratem lub synem mógł być Nieznany książę, wódz plemion serbskich na Bałkanach.